# 吉伦特河畔圣博内
吉伦特河畔圣博内（法語：Saint-Bonnet-sur-Gironde，法語發音：[sɛ̃ bɔnɛ syʁ ʒiʁɔ̃d]）是法国滨海夏朗德省的一个市镇，位于该省南部，属于容扎克区。

## 地理
吉伦特河畔圣博内（45°21'16"N, 0°39'36"W）面积30.6 平方千米，位于法国新阿基坦大区滨海夏朗德省，该省份为法国西部滨海省份，北起旺代省，西临大西洋，南至吉倫特省，东南接多爾多涅省，东北接德塞夫勒省接壤，东临夏朗德省。
与吉伦特河畔圣博内接壤的市镇（或旧市镇、城区）包括：米朗博、圣乔治德萨古、圣马夏尔德米朗博、圣索兰德科纳克、瑟穆萨克、普莱讷塞尔沃、吉伦特河畔圣西耶、圣帕莱。

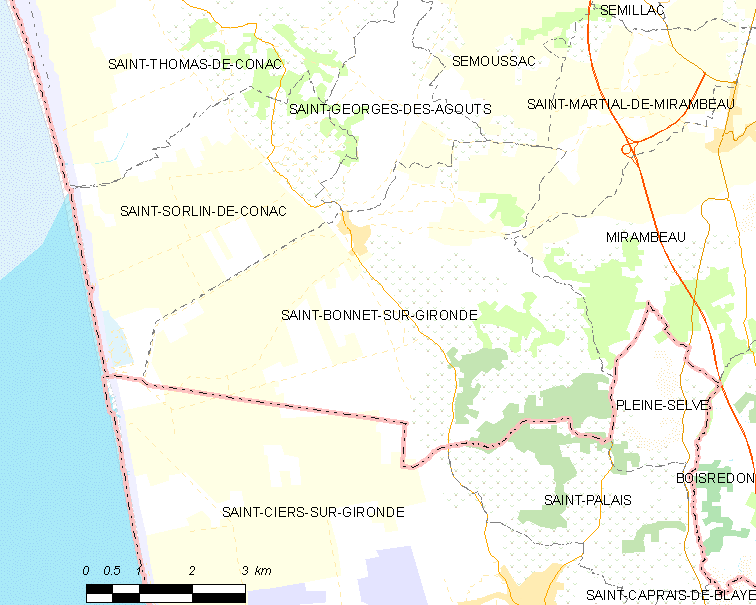
吉伦特河畔圣博内的OSM定位图

吉伦特河畔圣博内的时区为UTC+01:00、UTC+02:00（夏令时）。

## 行政
吉伦特河畔圣博内的邮政编码为17150，INSEE市镇编码为17312。

## 政治
吉伦特河畔圣博内所属的省级选区为蓬镇县。

## 人口

1962-2008年间吉伦特河畔圣博内人口变化图示

吉伦特河畔圣博内于2022年1月1日时的人口数量为840人。